# Hans J. Wegner
Hans Jørgensen Wegner (født 2. april 1914 i Tønder, død 26. januar 2007) var en tysk-dansk arkitekt og møbelarkitekt.
Wegner blev uddannet som snedker i 1931 og studerede 1936-1938 ved Kunsthåndværkerskolen i København. Han tegnede i 1940-1943 møblerne til f.eks. Arne Jacobsens rådhus i Århus. Wegner arbejdede som selvstændig arkitekt og var ansat som lærer ved Kunsthåndværkerskolens Møbelskole. Efter 1940 tegnede han møbler til danske virksomheder. Udover møbler tegnede han sølvtøj, tapeter og flere lamper. Wegners berømte hejsependel – første gang vist på Snedkermestrenes Efterårsudstilling i  1962 – produceres fortsat af den danske belysningsproducent Pandul. Det samme gælder for hele OPALA-serien som Wegner oprindeligt tegnede til Hotel Scandinavia i København.
Wegner er først og fremmest kendt for sine stole, som f.eks. Kinastolen fra 1944, Påfuglestolen fra 1947, Den runde stol fra 1949 – som blev verdensberømt da den blev brugt i en TV-debat 1960 i USA mellem Kennedy og Nixon, Y-stolen fra 1950, Jakkens Hvile fra 1953, Pøllestolen fra 1960 og Armstol fra 1965.
Wegner modtog sammen med den finske formgiver og billedhugger, Tapio Wirkkala som de første Lunningprisen i 1951. Og i 1997 modtog han The 8th International Design Award, Osaka i Japan. Samme år blev han æresdoktor ved Royal College of Art i London.
I Wegners fødeby Tønder i Sønderjylland er det gamle vandtårn blevet indrettet til Wegner-museum. På afsatserne i tårnet præsenteres man for Wegners møbler.

## Møbler, design m.m.
- 1942 Peters bord og stol - CH 411 og 410[3]
- 1945 4 forskellige Kinastole – Fritz Hansen
- 1947 Påfuglestolen – pp550[4]
- 1949 Den runde stol – pp501/pp503
- 1949 The Chair (Den Runde Stol) med flettet sæde - JH 501[5]
- 1950 The Chair (Den Runde Stol) med lædersæde - JH 503
- 1950 Loungestol - CH25
- 1950 Y-stolen og Flaglinestolen – pp225
- savbukkestolen
- 1951 Bamsestolen med skammel – Andreas Tuck, genoptaget af PP Møbler i 2003 (pp19)
- 1952 Kohornstolen – pp505
- 1953 Jakkens Hvile – pp250
- 1954 X-bordet - at303[6]
- 1955 X-bordet (sofabord)
- 1955 Cigarstolen GE290
- 1960 Oxchair og Queen - EJ 100 og EJ 101[7]
- 1960 Wingchair - CH445
- 1961 Tyrestolen - pp518
- 1963 Den todelte skalstol – CH07
- 1978 Windsorstolen pp112
- 1984 Gyngestolen – pp124
- 1986 Cirkelstolen – pp130
- 1989 Kinastol (nr 4)overtages af PP Møbler og laves med polstret sæde pp56. (Kinastol nr 2 laves stadig af Fritz Hansen)
- 1990 Konferencestolen - pp240
- 1992-94 Omkring disse år laver Wegner sine sidste stole. Bl.a. Røddingstolen til Rødding Højskole. Producent PP Møbler